# Омоглиф

Омоглифы латинская строчная А (Unicode 0061) и кириллическая строчная А (Unicode 0430) наложены друг на друга. Оба символа из шрифта Helvetica LT Std.

Омо́глиф (от др.-греч. ὁμός — «одинаковый», и греч. γλυφή, «знак», «резьное письмо») — типографический термин. Омоглифы — графически одинаковые или похожие друг на друга знаки, имеющие разное значение.
Заглавную букву О и цифру 0 легко можно перепутать. Омоглифы могут возникать при использовании разных алфавитов. Латинская буква H (аш), буква кириллицы Н (эн) и греческая буква Η (эта) трудноотличимы друг от друга (во многих шрифтах совершенно одинаковы). Большое количество омоглифов с другими алфавитами содержится в азбуке чероки, автор которой, по наиболее принятой версии, исходно позаимствовал их знаки для новой системы письма, придав им совершенно другое звучание.
Термин омоглиф противоположен термину синоглиф.

## Синоглифы
Синоглифы — это знаки, имеющие одинаковое или похожее значение, но различающиеся графически. Сопоставление синоглифов может иметь особое значение при изучении языков, которые могут записываться разными алфавитами, таких как например санскрит и пали.

## 0 и О; 1, l и I; 3 и З

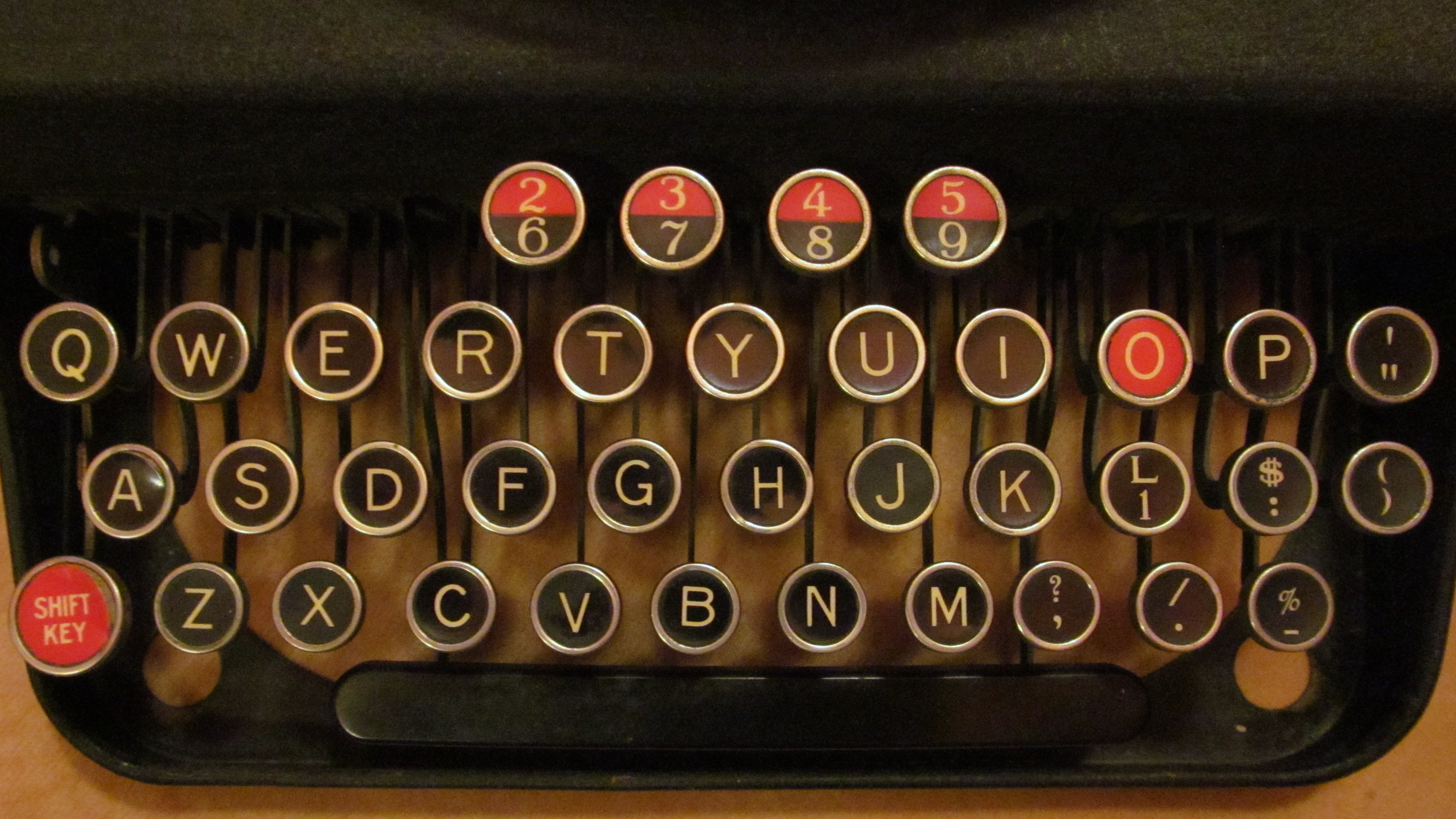
Клавиатура пишущей машинки Monarch Pioneer. На её клавиатуре отсутствуют отдельные клавиши для 1 и 0

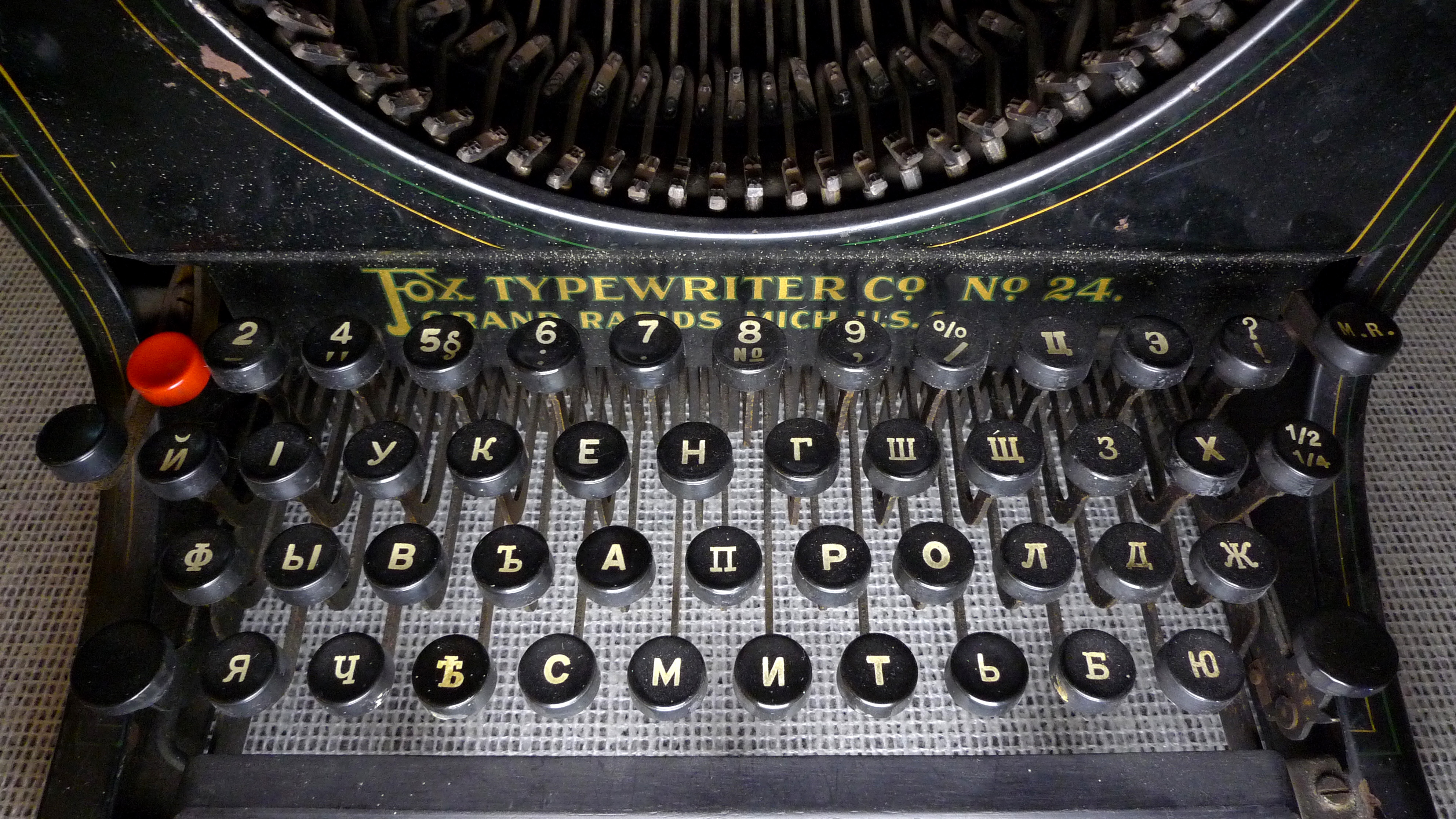
Клавиатура пишущей машинки с дореволюционной русской раскладкой. Отсутствуют отдельные клавиши для цифр 0, 1 и 3 (заменяются буквами О, І и З)

Распространённые сегодня наборы омоглифов: 
- 0 (цифра ноль) и О (заглавная буква «о» — как в кириллице, так и в латинице);
- 1 (цифра один), l (строчная латинская «эль») и I (заглавная «и») — в латинице; І встречается также в некоторых языках на кириллице — украинском, белорусском, дореволюционной орфографии русского.
- 3 (цифра три) и З (заглавная «зэ») — в кириллице.

На многих пишущих машинках между этими символами либо не было видимой разницы, либо она была мала и машинистки относились к ним как к взаимозаменяемым. Часто на латинских (и дореволюционных кириллических) клавиатурах не было клавиши с цифрой «1», что требовало от пользователя вводить вместо неё букву «l» или «I». На многих клавиатурах (как латинских, так и кириллических) также не было цифры «0», заменяемой буквой «О», и на некоторых кириллических — цифры «3», вместо которой печатали «З». Когда машинистки в перешли на работу с компьютерными клавиатурами, их старые привычки  к замене символов становились источниками путаницы.
Большинство современных шрифтов тщательно разделяют эти омоглифы, обычно рисуя ноль более узким, цифру 1 — с заметными засечками и цифру 3 — с каплевидными окончаниями штрихов в отличие от засечки у буквы З.